# Geddington
Geddington – wieś w Anglii, w hrabstwie Northamptonshire, w dystrykcie (unitary authority) North Northamptonshire. Leży 27 km na północny wschód od miasta Northampton i 111 km na północ od Londynu.
Miejscowość liczy 1504 mieszkańców.
W Geddington znajduje się jeden z trzech zachowanych krzyży Eleonory z końca XIII w., upamiętniających miejsca postoju orszaku z ciałem królowej Anglii Eleonory kastylijskiej.